# Carril de peaje de alta ocupación

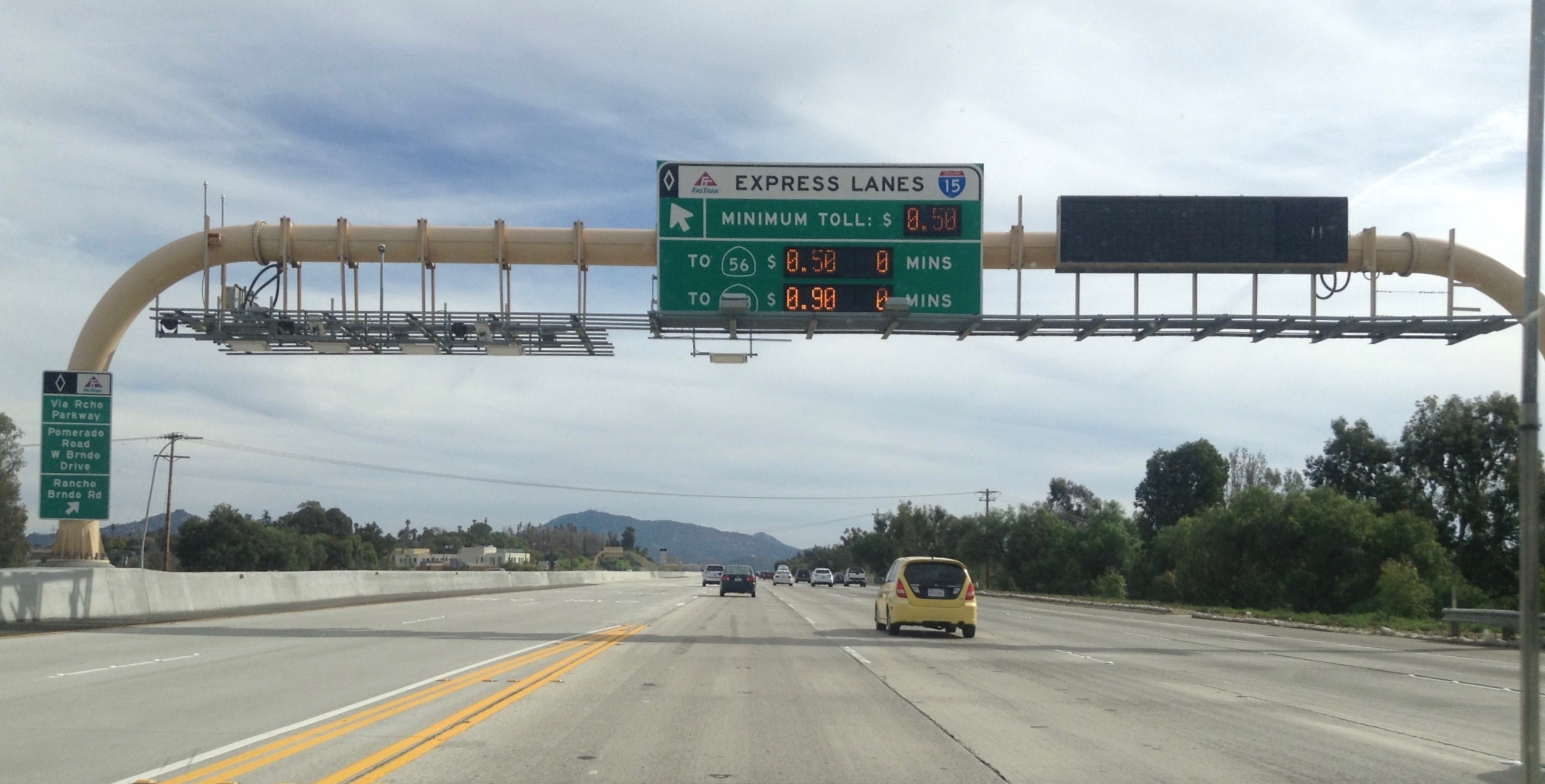
Carriles de peaje de alta ocupación (HOT) de FasTrak a lo largo de la Interestatal 15 en dirección sur en Escondido, California. Tenga en cuenta la tarifa variable.

Un carril de peaje de alta ocupación (o carril HOT) es un tipo de carril de tráfico o carretera que está disponible para vehículos de alta ocupación y otros vehículos exentos sin cargo; otros vehículos deben pagar una tarifa variable que se ajusta en respuesta a la demanda. A diferencia de los peajes de carreteras, los conductores tienen la opción de utilizar carriles de uso general, en los que no se cobra una tarifa. Los carriles de peaje express, que son menos comunes, operan en líneas similares, pero no eximen a los vehículos de alta ocupación. 

## Historia
El concepto se desarrolló a partir de los sistemas de carriles de alta ocupación para vehículos(HOV) para aumentar el uso de la capacidad disponible. La mayoría de las implementaciones se encuentran actualmente en los Estados Unidos. 
La primera aplicación práctica se hizo en California: el anteriormente peaje privado 91 Express Lanes, en el Condado de Orange en 1995, seguido en 1996 por la carretera interestatal 15 en el norte de San Diego. Según el Instituto de Transporte de Texas A&M, para el 2012 había 294 millas de carriles HOT/Express en operación en los Estados Unidos y 163 millas en construcción.
La primera implementación del carril HOT en Canadá fue a lo largo de la autopista Queen Elizabeth Way (QEW) en Ontario. Los carriles de vehículos de alta ocupación existentes se redesignaron como carriles HOT para un tramo de 16,5 kilómetros (10,3 mi) del QEW entre Oakville y Burlington. El sistema inicial consistía en permisos de $180 válidos por tres meses, aunque se anunciaron carriles HOT con infraestructura de peaje electrónico como parte de las próximas expansiones de Ontario Highway 427.

## Diseño

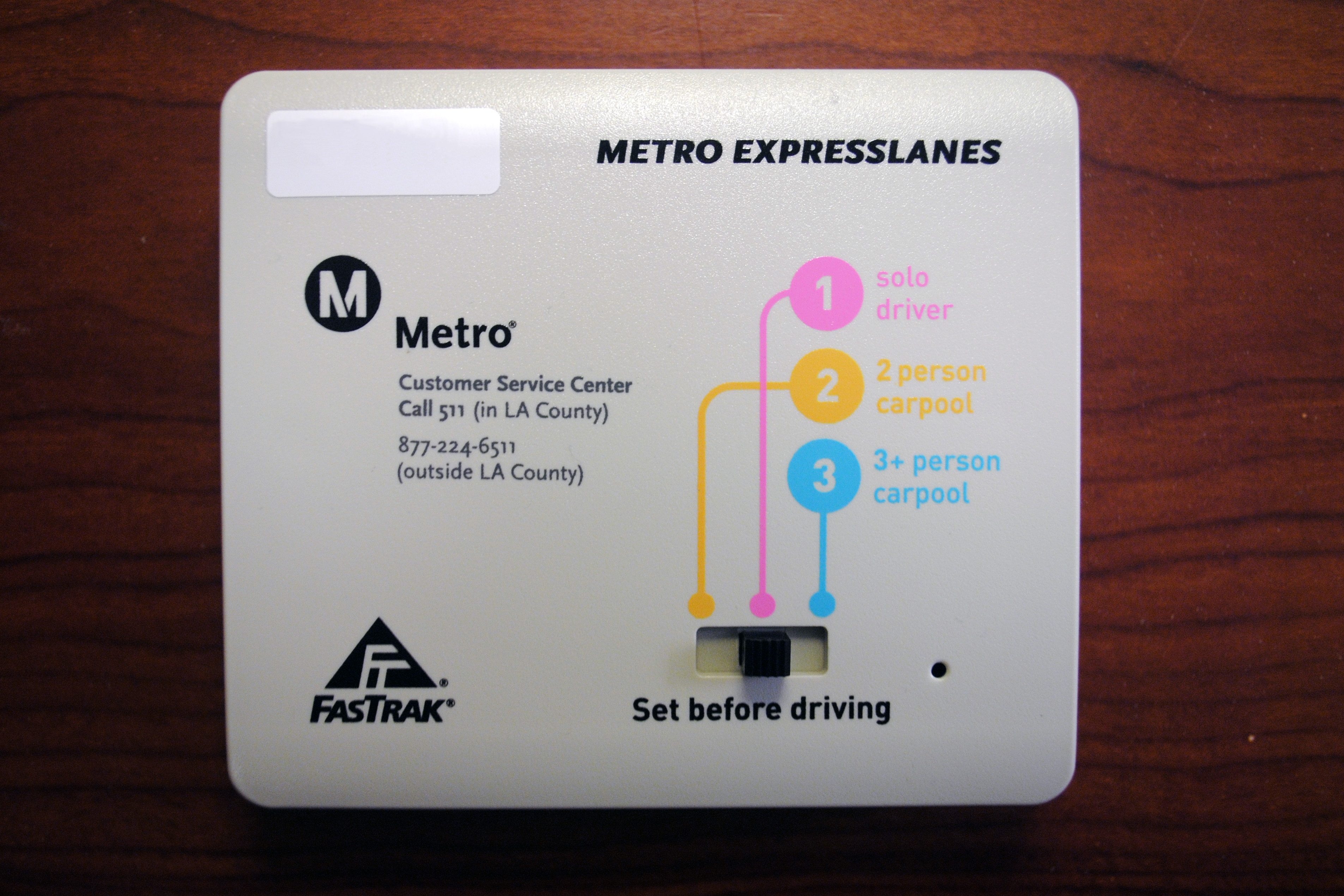
Un transpondedor FasTrak Flex conmutable en el vehículo instalado en el tablero de los vehículos para usar en Greater Los Angeles, CA, EE. UU.

Algunos sistemas son reversibles y funcionan en una dirección durante el viaje de la mañana y en la dirección inversa durante el viaje de la tarde. El peaje se suele cobrar mediante sistemas electrónicos de cobro de peaje, reconocimiento automático de matrículas o en cabinas de peaje con personal . Los vehículos exentos generalmente incluyen aquellos con al menos dos, tres o cuatro ocupantes, aquellos que usan combustibles alternativos aprobados, motocicletas, vehículos de tránsito y vehículos de emergencia.
La tarifa, que se muestra de forma destacada en los puntos de entrada a los carriles, se ajusta en respuesta a la demanda para regular el volumen de tráfico y, por lo tanto, proporciona una velocidad de tráfico mínima garantizada y un nivel de servicio.
El sistema de Los Ángeles Metro ExpressLanes HOT requiere que los vehículos estén equipados con transpondedores "conmutables" manualmente donde el conductor selecciona el número de ocupantes, según el cual se cobra la tarifa correspondiente. Los oficiales de la Patrulla de Caminos de California tienen dispositivos en el vehículo que muestran la ocupación declarada de un vehículo, que pueden verificar visualmente y citar a cualquier conductor con menos ocupantes de los declarados (y con peaje). El nuevo sistema demostró ser muy eficaz para reducir la tasa de infracciones de uso de carriles, y se redujo al 40-50% de las tasas de infracciones de otras carreteras comparables de California, de más del 20 al 25% (casi una de cada cuatro o cinco) a solo el 10% (uno de cada diez). Otros funcionarios de transporte en California tomaron nota de esto, lo que posteriormente llevó a los funcionarios del Área de la Bahía del condado de Alameda a adoptar un sistema similar para la (entonces) planificada Interstate 580.

## Financiamiento y construcción
La implementación de estos sistemas puede ser prohibitivamente costosa, debido a la construcción inicial requerida, particularmente en lo que respecta a proporcionar acceso hacia y desde los carriles de peaje expresos en los intercambios. Sin embargo, los beneficios a largo plazo — la disminución de la demora para los conductores capacitados y el aumento de fondos para la agencia de transporte — pueden superar los costos. Para compensar los costos de construcción, muchas agencias de transporte alquilan caminos públicos a una institución privada. Como resultado, la construcción puede ser financiada total o parcialmente por la institución privada, que recibe todos los ingresos del peaje durante un período específico.

## Crítica

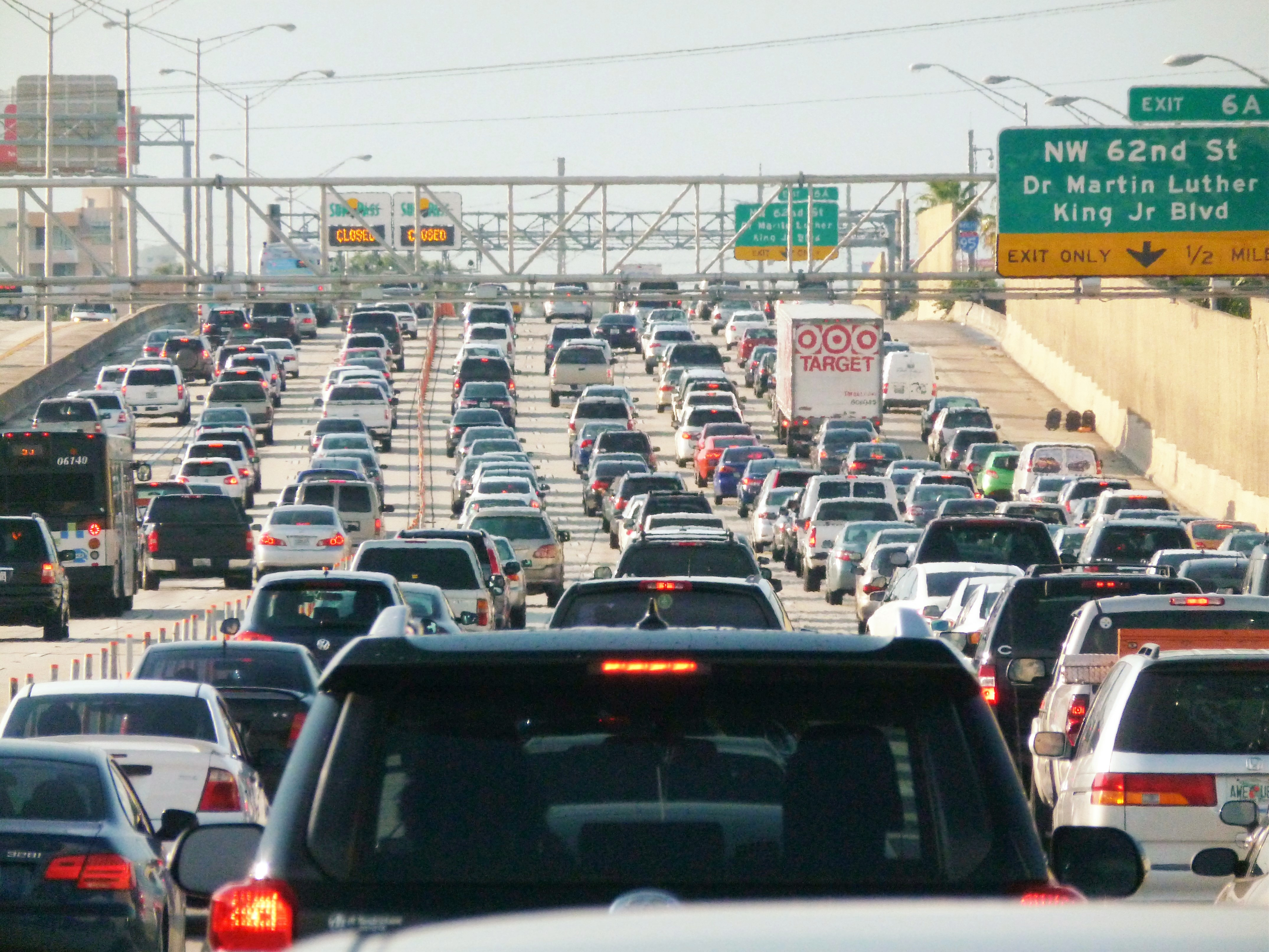
Hora punta de la tarde en Miami, donde los carriles expresos con peaje se han congestionado y "cerrado"

Debido a que los carriles HOT y ETL a menudo se construyen dentro del espacio vial existente, se los critica por ser un impuesto ambiental o "carriles Lexus" que benefician únicamente a las personas de mayores ingresos, ya que se cobra una tarifa de peaje independientemente del nivel socioeconómico y, por lo tanto, los trabajadores pobres. sufren una mayor carga financiera. Los partidarios de los carriles HOT dicen que estos carriles fomentan el uso del transporte público y los viajes compartidos, reducen las demandas de transporte y brindan un beneficio para todos. Sin embargo, el transporte público estadounidense actual todavía se ve y se caracteriza como una forma de asistencia social, lo que genera gastos paradójicos, ya que los dólares de los impuestos públicos en los EE. UU dan soporte a altos subsidios para los servicios de tránsito. Estos servicios, sin embargo, brindan bajos niveles de pasajeros, menos horas de servicio que otros países importantes con servicios públicos, así como sistemas de tránsito y tiempos de espera más largos entre destinos de viaje. Además, los carriles HOT no han demostrado garantías en la eliminación de la congestión del tráfico, cuestionando su utilidad fundamental además de recaudar fondos para instituciones privadas y gobiernos locales.

## Ejemplos

### Carriles de peaje de alta ocupación (carriles HOT)
- Metro ExpressLanes en California
- Carriles HOT de Virginia
- Interestatal 405 (Washington)
- Ruta 167 del estado de Washington
- Ruta estatal de California 237 desde Mathilda Avenue hasta la carretera interestatal 880
- Interestatal 580 en California acercándose a Altamont Pass
- Interestatal 680 en California, varios lugares
- 91 Express Lanes en California

### Carriles de peaje expresos (carriles express)
- Carriles Express del Corredor Noroeste en Georgia. (Ningún vehículo, incluido HOV3+, está exento del peaje.)
- North Tarrant Express en Fort Worth, Texas. Incluye la carretera interestatal 35W, la carretera interestatal 820, la carretera estatal 183 y la carretera estatal 121
- Autopista interestatal 10 Katy Tollway en Houston, Texas